# 克特利角
克特利角（英語：Ketley Point），是南極洲的海岬，位於葛拉漢地的丹科海岸，處於龍格島西端，由比利時探險隊繪入地圖，現時由南極條約體系管理。